# 新切爾卡斯克主教座堂

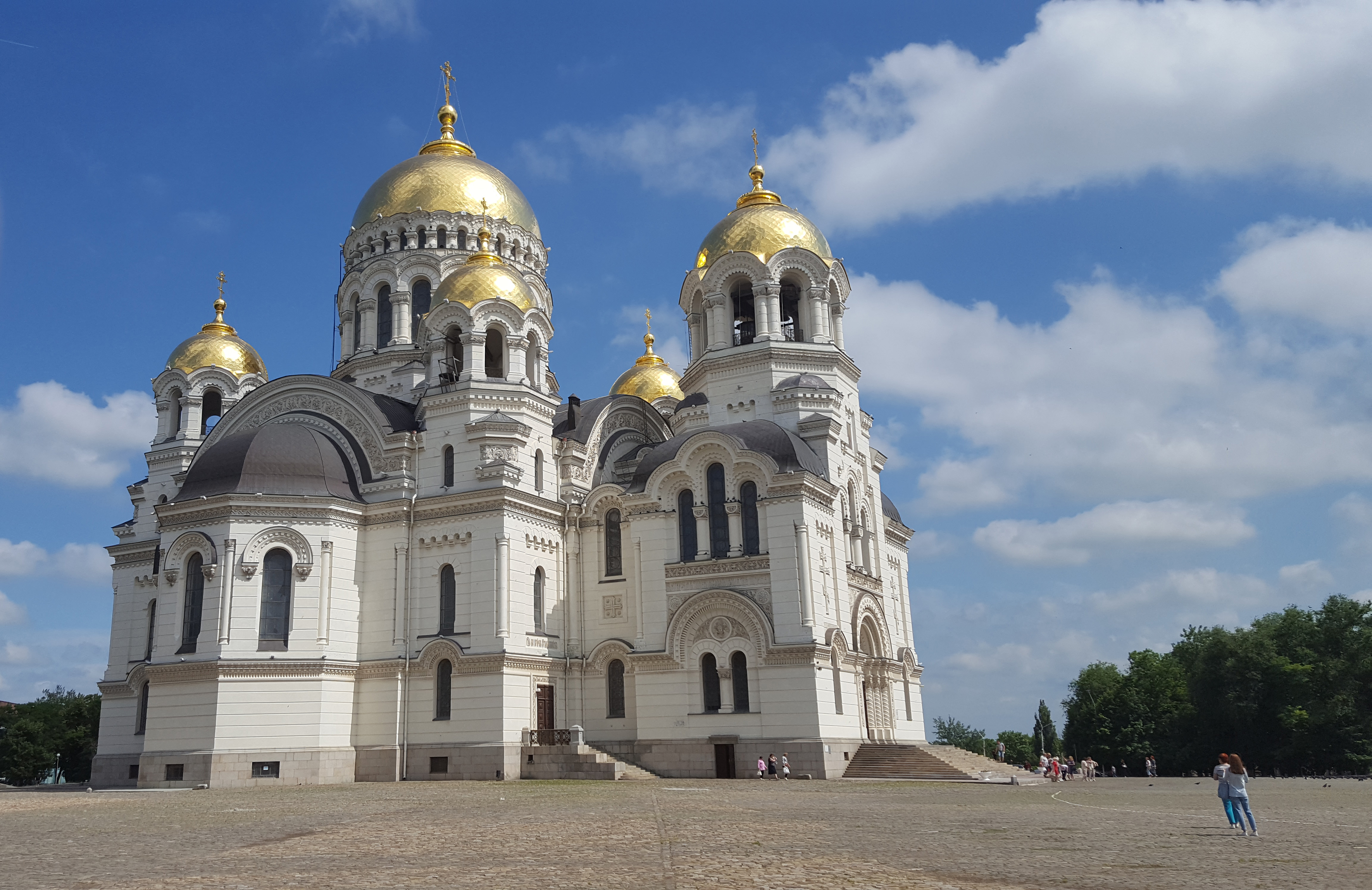
2019年完成重建後的柯尼斯堡猶太會堂

新切爾卡斯克主教座堂（俄語：Вознесенский собор）是俄羅斯羅斯托夫州城市新切爾卡斯克的一座俄羅斯正教會的教堂。這座教堂曾是俄羅斯帝國時期最大的教堂之一，是典型的俄羅斯新拜占庭式建築範例，修建於1891年至1904年。